# Istočnotimorski sentavo
Istočnotimorski sentavo je valuta u Istočnom Timoru.
Ova valuta nije tečajno samostalna, već je samo lokalni oblik američkog dolara. Paritet s američkim dolarom je 1 sentavo = 1 američki cent (1/100 američkog dolara). S obzirom na tečajnu nesamostalnost valuta nema međunarodni kôd.
U optjecaju su kovanice od 1, 5, 10, 25 i 50 sentava, a novčanice nisu izdane.